# Игнатов день
Игнатов день — день народного календаря славян, приходящийся на 20 декабря (2 января). Название дня происходит от имени святого Игнатия Богоносца. День памяти Игнатия Богоносца отмечается преимущественно южными славянами. В этот день Игнатию Богоносцу молились, чтобы дом уберечь от всякой напасти.

## Другие названия
рус. Игнат, Оберег дома, Игнатий, Предпразднество Рождества; укр. Ігнаття; болг. Игнажден, Игдажден, Игнати, Млада година, Млад ден, Нов
ден; макед. Игнатовден, Игњет, Игнат, Прв Божик; серб. Игнатов дан, Мали Божић, Први Божић; Кокошињи Божић – «Куриное Рождество».

## Славянские традиции
В этот день почитают Иоанна Кронштадтского, которому молятся о просвещении разума, научении духовной грамоте, о помощи в трудном учении, во всякой семейной и бытовой нужде и в болезнях, а также об избавлении от пьянства. Также чтут Леньковскую (Новгород-Северскую) икону Божией Матери «Спасительница утопающих», списы с которой считались оберегом в путешествии по водам.
День предваряет или открывает рождественско-новогоднюю обрядность, может служить началом отсчёта нового года и увеличения дня.
Южные славяне для лучшего урожая яблок трясли и «запугивали» фруктовые деревья.
В Болгарии в этот день ожидали полазника, которым нередко был лучший работник в семье. Он вносил в дом зеленую ветку и разводил в очаге огонь (ю.-з.-болг.). Для полазника хозяева готовили угощение и щедро одаривали. По мнению Георгия Велева традиции полазника связаны с тем, что этот день связан с зимним солнцестоянием и активной подготовкой к встрече Рождества. В сам Игнатов день не разрешалось заквашивать тесто, это следовало сделать накануне, и тогда она приобретала магическую силу. Для этого исполнялось обрядовое «бдение около закваски» (карауленье, сохранение) 12 дней — с Игната до Васильева дня 1 января. Ночью в тайне от всех собирались женщины и девушки; пока другие играли «хору», две девушки — обязательно первый и последний ребенок в семье — замешивали закваску, стоя спиной к корыту. Женщины, знающие травы и заговоры, бросали в муку растёртые лекарственные и магические растения, угли от орешника, явора и дуба. 3акваску заворачивали в полотенце и стерегли всю ночь, а остальные всё время танцевали хоро. В Васильев день все участницы обряда получали по куску теста-закваски. Его высушивали на свежем воздухе и хранили как большую ценность, т. к. верили, что он может изгнать из тела болезни, а из дома — зло и нечистую силу, сохранить обитателей дома от сглаза; женщину, которая носит при себе такую закваску, будут все любить, а девушка быстро выйдет замуж. Рождественский хлеб также предпочитали готовить на такой закваске.
Сербы для успешного разведения домашней птицы в этот день кормили её в круге, сделанном из стебля ежевики (Болевац). У сербов Скопской Црной Горы в Игнатов день пришедший в дом пастух шёл на четвереньках, изображая наседку, и говорил: «Ква, ква, ква», а дети («цыплята») ему отвечали: «Пив, пив, пив» (ю.-серб., Лесковацкая Морава). У болгар обряд с кудахтаньем полазник совершался также чаще всего в этот день.

## Поговорки и приметы
- Деревья в инее – небо будет синее[12].
- Сильные морозы сулят хороший урожай[2].